# Růst člověka

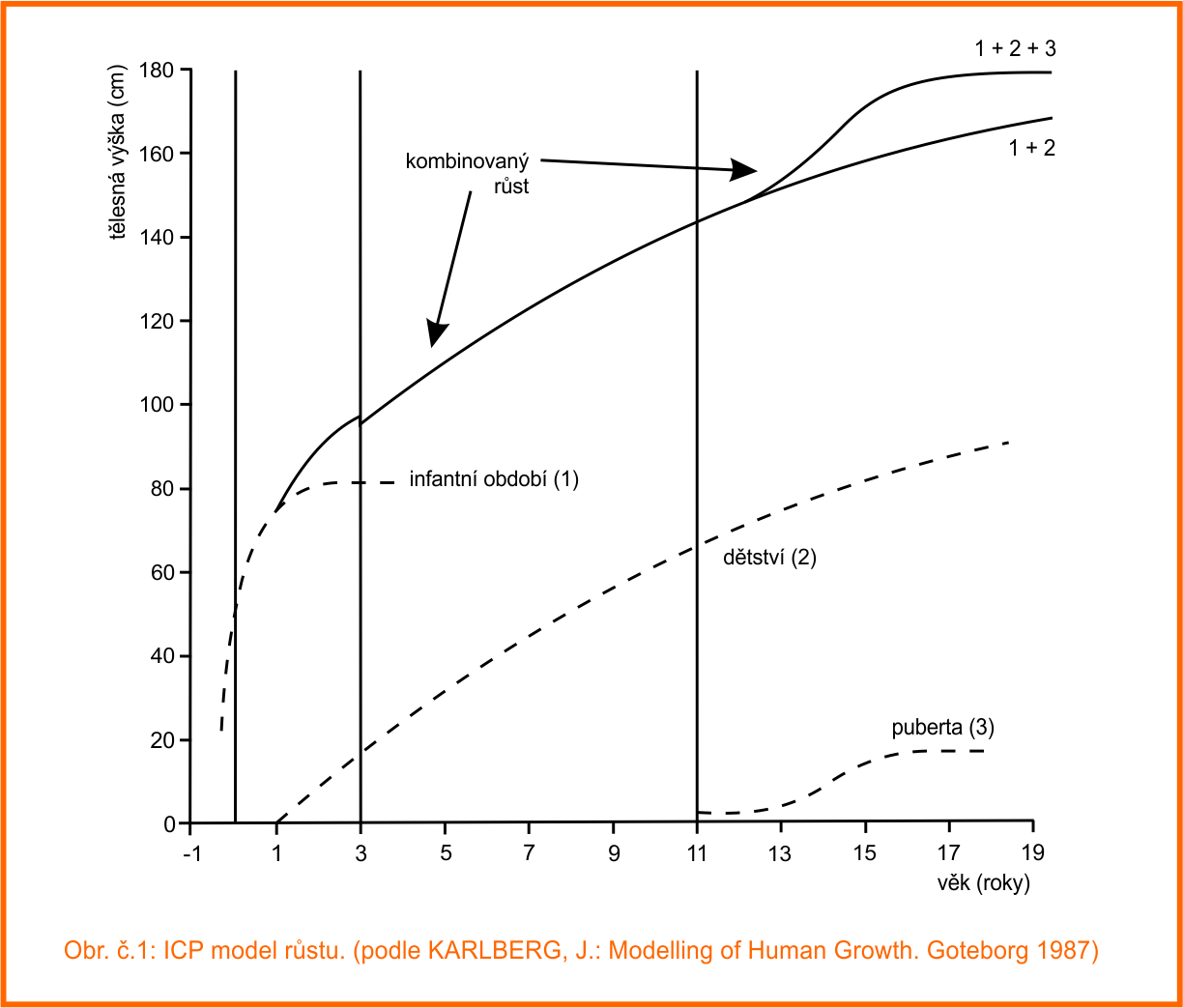
ICP model růstu

Růst člověka (humánní růst) je proces změny velikosti lidského těla a souvisejících anatomických a fyziologických změn v průběhu vývoje lidského jedince. Všechny organismy se během svého života vyvíjejí, z dítěte se postupně stává dospělý člověk.
Po rodičích a jejich předcích dědíme i genetické vlohy pro budoucí tělesnou výšku. Výška rodičů však určuje pouze určitý rámec, v jehož mezích se výška dítěte může pohybovat, dospělou výšku ovlivňují i další důležité faktory, především výživa, hormony a stavba kostry.
Růst kosti do délky je umožněn růstem chrupavčité části kosti – růstové ploténky. Její zánik je spojen s přeměnou chrupavky v kost během puberty, růst kosti je tím ukončen.

## Auxologie a ICP růstový model
Biomedicínským oborem, který se komplexně zabývá růstem a vývojem člověka, je auxologie („auxó“ je řecky rostu).
Dnes je v celém světě obecně akceptovaným konceptem humánního růstu tzv. trojkomponentní „ICP model růstu“ (Infancy – Childhood – Puberty) švédského auxologa Karlberga, příznačně též označovaný jako sendvičový (obr. 1 – ICP model růstu).
Střed růstového „sendviče“ u člověka tvoří dětství („C“), období pravidelného „klidného“ (lineárního) růstu. Dětství je obklopeno dvěma odlišnými, sobě si však podobnými etapami růstu: infantní („I“) a pubertální („P“). Obě tato období charakterizuje intenzivní tělesný růst a obdobná hormonální situace (= zvýšené hladiny pohlavních hormonů). 
Infantní etapa růstu („I“) je pokračováním nitroděložního růstu, trvá přibližně do jednoho a půl roku u dívek a do dvou let u chlapců (= novorozenci, kojenci a mladší batolata). V prvním roce života chlapci i dívky vyrostou v průměru o 25 cm, během druhého roku již pak „jen“ o 12 cm. Průměrně rostoucí dívky tak dosahují již krátce před druhými narozeninami a chlapci krátce po nich celých 50 % své příští dospělé výšky. Růst v tomto období života nelimituje růstový hormon daného jedince, značně ho však ovlivňují nejen dědičné dispozice, ale i kvalita péče a výživy. Růst před narozením je silně podmíněn jak zdravotním a sociálním stavem matky, tak i její tělesnou velikostí (významněji než otcovskou).
Již na konci prvního roku života se začíná u zdravých dětí uplatňovat další hormonální komponenta růstu = dětství („C“). Růst v dětském růstovém období se oproti předchozí fázi významně zpomaluje, přírůstky výšky těla jsou v průměru 5 až 6 cm za rok. Nejpomaleji rosteme na konci dětské růstové periody, tedy těsně před nástupem puberty. Pro růst v dětství (= 35 % z celkového růstu) je zcela nezbytně důležitý dostatek růstového hormonu.
Dospívání (adolescence) je spojeno s pubertální komponentou růstu („P“); v tomto třetím období růstu zdraví jedinci získávají posledních 15 % své konečné výšky a dosahují pohlavní zralosti. Vedle výživy a dostatku růstového hormonu jsou v tomto období pro růst chlapců a dívek zcela nezbytné pohlavní hormony.

## Růstová diagnóza
Znalosti zákonitostí růstu podle ICP modelu jsou nezbytné pro správné stanovování růstové diagnózy, která patří mezi základní diagnózy prováděné praktickými lékaři pro děti a dorost (PLDD) v rámci preventivních prohlídek od narození do osmnácti let. Nedoceňování růstové diagnózy či neznalosti s ní spojené jsou zdrojem nejrůznějších pochybení a diagnostických prodlení, v jejichž důsledku se tak někdy opožděně vytváří klientela nejrůznějších odborných pediatrických pracovišť. Vzhledem k mnohdy zbytečně pozdní či dokonce chybné diagnostice často již pak ani specialista nemůže situaci řešit optimálně – jedná se o celou řadu závažných chronických onemocnění dětského věku spojených s poruchou růstu. Existuje rovněž značné množství dětí, u nichž jejich růstová odchylka není sdružena s žádným onemocněním – jsou to v případě tzv. normálních růstových vzorců varianty zdravé normy (např. pozdní či časná puberta, velmi vysoká či velmi malá postava apod.), o nichž však dítě a jeho rodiče musí pediatr poučit .

## Sekulární trend
Další podmínkou kvalitní růstové diagnostiky je nutnost disponovat aktuálními růstovými normami populace. Průběžné aktualizování populačních růstových norem je nezbytné vzhledem k existenci tzv. sekulárního trendu (saeculum = století) auxologických proměnných. Tento význačný a biomedicínsky významný trend byl v průběhu 20. století u všech socioekonomicky dynamických populací spojen především s výrazným zvyšováním postavy a akcelerací nástupu puberty. Současní Češi a Češky jsou o cca 10 cm vyšší než byli jejich předci před sto lety, naopak významného snížení doznal věk při dosažení sexuální zralosti obou pohlaví.
Podle poslední reprezentativní národní růstové studie z roku 2016 měří v 18 letech český chlapec s ukončeným růstem v průměru 186 cm a česká dívka 173 cm, směrodatná odchylka dospělé tělesné výšky (standardní deviace – SD) je 8 cm. Vzhledem ke Gaussově (tzv. “normální”) distribuci tělesné výšky to znamená, že cca 95 % současné nejmladší mužské dospělé populace měří od 170 do 202 cm, u žen je to v rozsahu 157 až 189 cm.

## Růstový dědičný potenciál

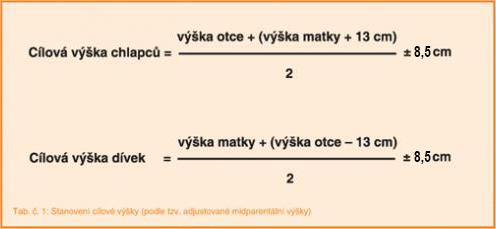
Stanovení cílové výšky dítěte

Tzv. růstový dědičný potenciál (RDP), tedy vloha pro tělesnou výšku jedince, se dnes v populacích žijících v příznivých socioekonomických podmínkách může plně realizovat u všech zdravých dětí. Hodnocení stavu růstu dítěte ve vazbě na jeho růstový dědičný potenciál představuje základní východisko růstové diagnózy. Růstový dědičný potenciál limituje tzv. cílovou výšku, která se stanovuje podle pohlaví dítěte a upravené střední tělesné výšky jeho rodičů (tzv. adjustovaná midparentální výška, tab. č.1 – Stanovené cílové výšky dítěte). Vzorec obsahuje hodnotu 13 cm, která představuje průměrný rozdíl mezi mužskou a ženskou dospělou tělesnou výškou (sexuální dimorfismus) u všech studovaných populací současného světa.
Ve stanoveném pásmu cílové výšky se s 95% pravděpodobností nalézá hodnota dospělé tělesné výšky potomka daných rodičů. Rozsah tohoto pásma je z definice 17 cm (viz vzorec) a pokud je výška dítěte s tímto pásmem v nesouladu, jedná se o neodkladnou indikaci k příslušným odborným vyšetřením.
K důležitým faktorům plné realizace dědičného výškového vkladu patří fyzické i psychické zdraví a kaloricky hodnotná výživa s dostatkem bílkovin a vitamínů. Na růstu dítěte se zcela zásadně (negativně) může odrazit vážné chronické onemocnění, přílišná či naopak extrémně nízká pohybová aktivita (vrcholový sport, resp. absolutní nepohyblivost) či dlouhodobý psychosociální stres.
Velmi přesnou předpověď (predikci) dospělé výšky lze spolehlivě určit jen na specializovaných pediatrických pracovištích podle tzv. kostního věku. Ten se stanovuje celosvětově užívanou a mimořádně přesnou britskou metodou TW3 z rentgenogramu levé ruky s přesností na desetinu roku.

### Měření tělesné výšky a délky

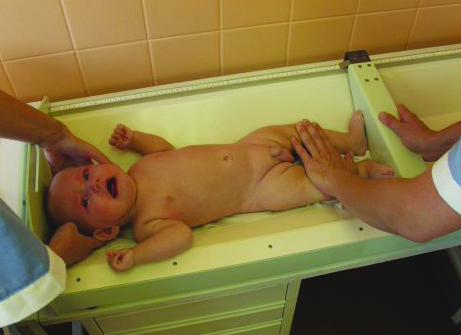
Bodymetr

Auxologické pediatrické minimum představuje hodnocení stavu růstu a stavu výživy (z dat tělesné výšky, resp. tělesné délky, a relace tělesná hmotnost/tělesná výška) a u nejmladších věkových skupin i hodnocení růstu mozku (podle horizontálního obvodu hlavy). Pediatři musí již od narození pravidelně měřit délku těla všech kojenců a batolat vleže (do dvou let) v tzv. bodymetru (obr. 2 – Bodymetr), který je nezbytnou pomůckou všech pediatrických pracovišť. Po dosažení dvou let se měří děti již vestoje s pomocí tzv. stadiometru, optimálně každoročně, resp. od tří let minimálně jednou za dva roky = v rámci současného dvouletého algoritmu preventivních pediatrických prohlídek.
Výška postavy se během dne mírně mění.

### Percentilové růstové grafy

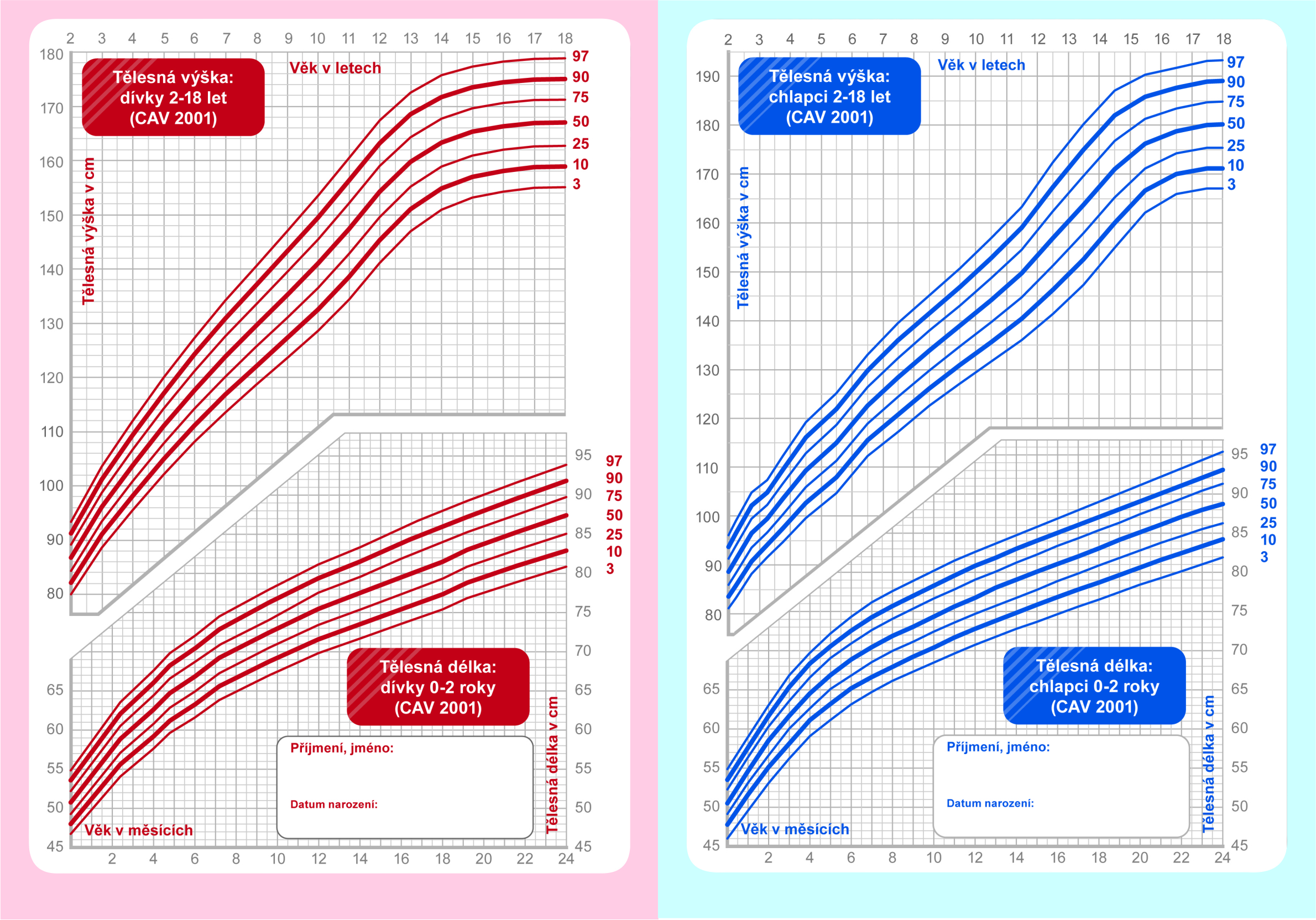
Percentilové grafy

Uživatelsky nejpřínosnější a zároveň nejoblíbenější podobou růstových norem ve světě i v ČR jsou percentilové růstové grafy (viz obr. Percentilové grafy), které jsou grafickým zpracováním empirických percentilů antropometrických dat (anthropos = člověk). Percentily zcela přesně seznamují s variabilitou sledovaných tělesných parametrů pro všechny věkové skupiny obou pohlaví: pásmo širší normy představují hodnoty 2. až 98. percentilu (= ± 2 směrodatné odchylky); ve středních percentilových pásmech, tedy mezi 25. a 75. percentilem jsou hodnoty 50% všech chlapců a dívek atd.
Percentilové grafy tělesné výšky jsou využívány nejenom pro zhodnocení aktuálního stavu růstu dítěte (= jeho postavení mezi vrstevníky) ale i pro průběžné hodnocení růstového tempa a zcela jednoduché grafické stanovení cílové výšky dítěte. Hodnotí se tak současně zda dítě roste podle svého růstového dědičného potenciálu či nikoliv (pravá svislá osa percentilového grafu tělesné výšky osmnáctiletých slouží pro záznam pásma cílové tělesné výšky, viz výše tab.1. – Stanovení cílové výšky dítěte). Dítě s výškou těla, která neodpovídá stanovenému pásmu, je indikováno k neprodlenému vyšetření na specializovaném pracovišti (dětský endokrinolog, auxolog, klinický antropolog).

### Růstová křivka

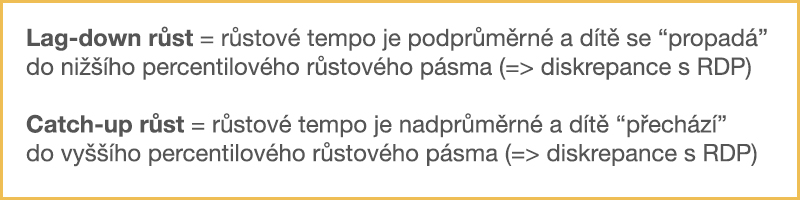
Lagdown a catchup růst

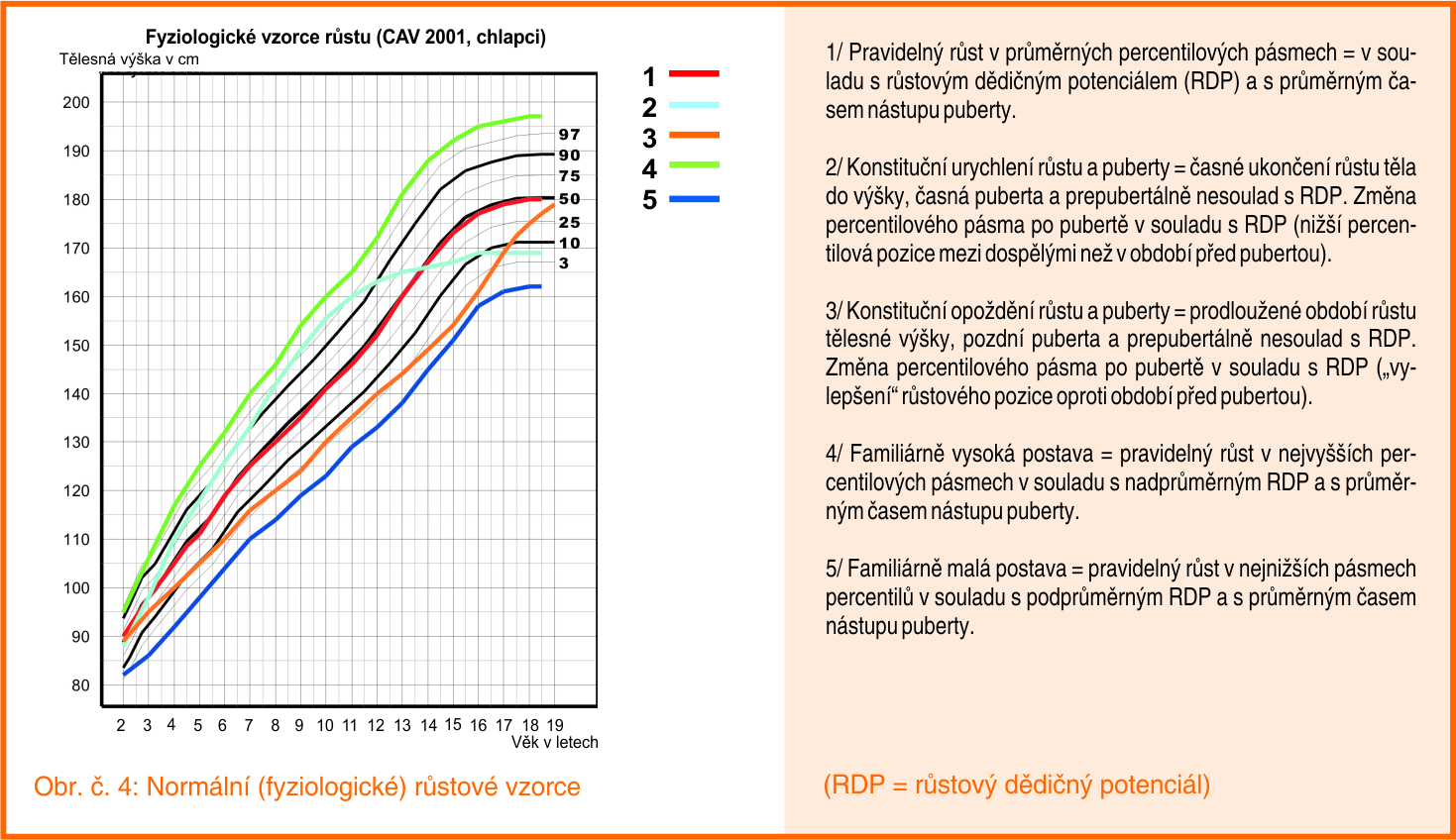
Normální růstové vzorce

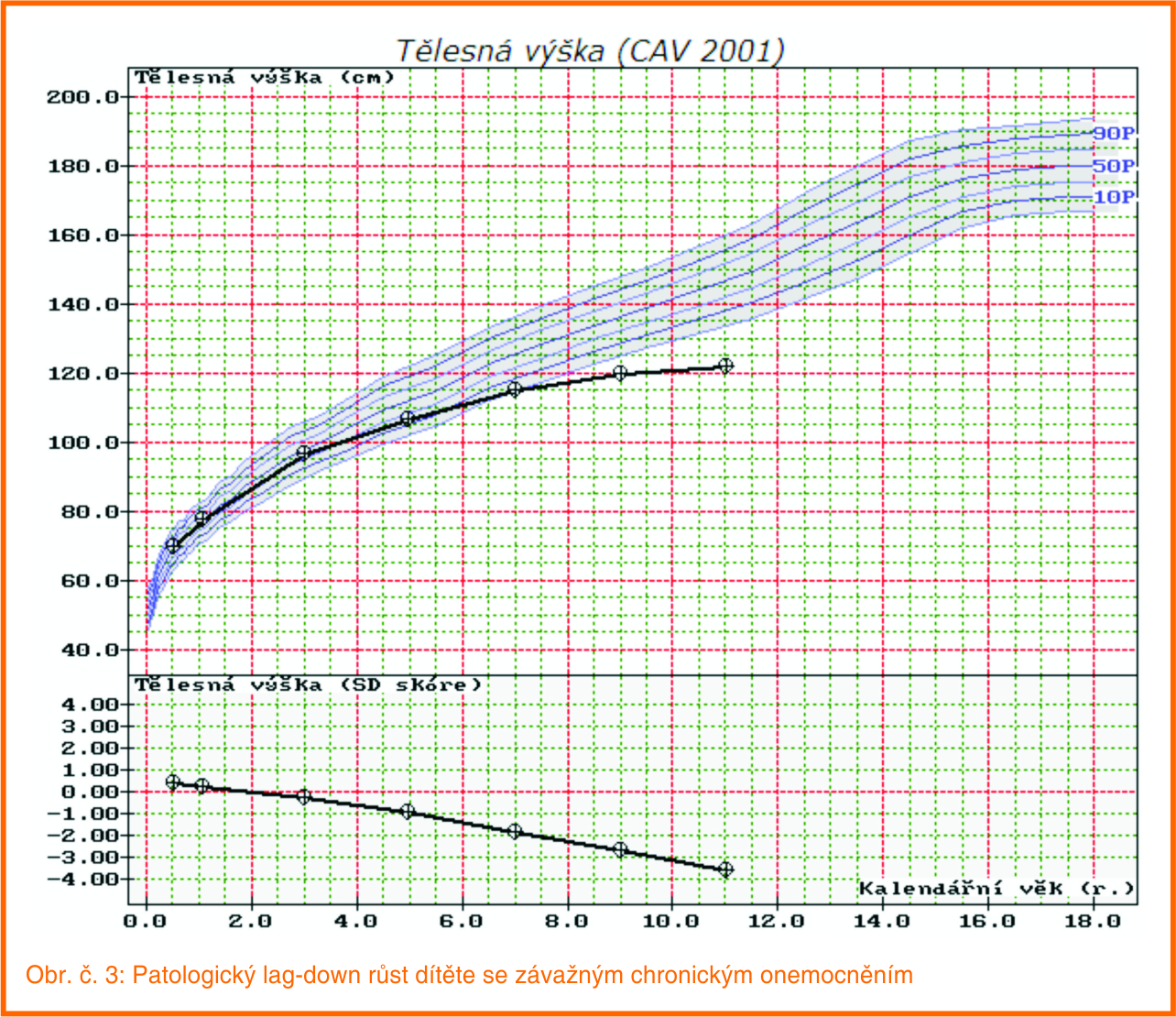
Patologický lag-down

Grafické sledování růstových dat (s využitím percentilových grafů), tedy průběžné vytváření tzv. růstové křivky, je základním možným zdrojem informace o případném růstovém selhání dítěte. Změna percentilové pozice dítěte v růstovém grafu (tzv. „lag-down růst“ či tzv. „catch-up růst“, viz obr.: Lag-down a catch-up růst), je po druhém roce života téměř vždy ukazatelem abnormálního vývoje a tedy důvodem k neodkladnému odbornému vyšetření. Vznikající diskrepance mezi stavem růstu dítěte a jeho cílové výšky vysoce pravděpodobně signalizuje patologickou situaci.
Diagnostická prodlení vzniklá v důsledku „neměření“ či chybných interpretací měření lze označit za zcela zbytečná. Takto nastalé situace zhoršují prognózu pozdně diagnostikovaných pacientů se závažnými onemocněními spojenými s růstovým selháním (např. deficit růstového hormonu, celiakie, kraniofaryngeom, chronická ledvinná nedostatečnost, morbus Crohn apod.).
Příkladem patologického „lag-down“ růstu je růstová křivka pozdně diagnostikovaného pacienta se závažným chronickým onemocněním (např. nesnášenlivost lepku, tzv. celiakie). Z obrázku č. 3 – Patologický lag-down – Graf ideálního růstového tempa – je zcela zřejmé, že růstová odchylka mohla a měla být zachycena již nejpozději v sedmi letech života dítěte! Příkladem patologického „catch-up“ růstu je např. předčasná puberta či kongenitální adrenální hyperplázie.

### Normální (fyziologické) vzorce růstu
Růstová odchylka ve smyslu minus (či méně často plus) je prvním příznakem celé řady závažných chronických onemocnění dětského věku (viz výše), pediatr ji však musí umět diferencovat od možné prosté fyziologické odchylky v rámci tzv. normálních vzorců růstu. Obrázek č. 4 – Normální (fyziologické) růstové vzorce – uvádí pět vzorců fyziologického („normálního“) růstu, jejichž společným jmenovatelem je konečná dospělá výška těla jedince v souladu s jeho růstovým dědičným potenciálem.

### Hodnocení biologického věku, sexuální maturace, puberta a pubertogramy
Biologický věk se u zdravých jedinců (= v normě) od dětství pohybuje v rozmezí kalendářního věku + 2 roky. Odchylky vyšší než dva roky signalizují velmi pravděpodobně patologickou situaci. Pro pubescenta i jeho rodiče má v daných souvislostech značný význam kvalitní diagnostika fyzické puberty, která je značně variabilní situací. Objasnění akcelerace či retardace sexuálního zrání a jeho prognózy má rovněž i zcela mimořádnou psychologickou důležitost.
Stanovení růstového vzorce a jeho kvalitní interpretace jsou tak tedy spojeny i s přesným hodnocením sexuální maturace. U chlapců je to s využitím tzv. orchidometrie (stanovení objemu testes), dosud nedostatečně využívané a přitom mimořádně jednoduché, zcela přesné a vysoce informativní metody. Orchidometr je pomůckou, která by neměla chybět v žádné ordinaci praktického lékaře pro děti a dorost. Objem testes 4 mililitry signalizuje nástup fyzické puberty chlapců, která dnes nastává v průměru ve dvanácti letech (fyziologické rozpětí je 10 až 14 let).
V rámci stanovování růstové diagnózy jsou další nezastupitelnou pediatrickou pomůckou celosvětově užívané „pubertogramy“ (viz níže), obsahující věk základních milníků fyzické puberty a jejich (geneticky silně fixované) algoritmy. Dle pubertogramů se hodnotí rozvoj prsní žlázy (dívek), vnějšího genitálu (chlapců) a pubického ochlupení (obou pohlaví) podle Tannerovy klasifikace (ve stupních 1 až 5) a jejich vztah k vrcholné růstové rychlosti (viz obr. 6 a 7 – Pubertogram pro dívky a pro chlapce). Lze tak snadno uvést do přesné souvislosti např. věk nejvyšší růstové rychlosti u dívek (průměr 12 let), věk první menstruace, tzv. menarché (průměr 13 let), velikost prsní žlázy a stupeň ochlupení (při menarché obojí stupeň 4) a hodnotu i věk finální tělesné výšky (menarché = 95 % dospělé výšky).
Obdobně významné a přesné jsou souvislosti mezi rokem růstového spurtu (v průměru = 14 let) a objemem testes (varlat), stupněm pubického ochlupení a hlasovou mutací u chlapců: v roce nejvyšší růstové rychlosti mají testes objem 10–12 ml, pubické ochlupení je stupně 4 a je dosaženo mutace hlasu.

### Skeletální maturace – kostní věk a predikce finální výšky

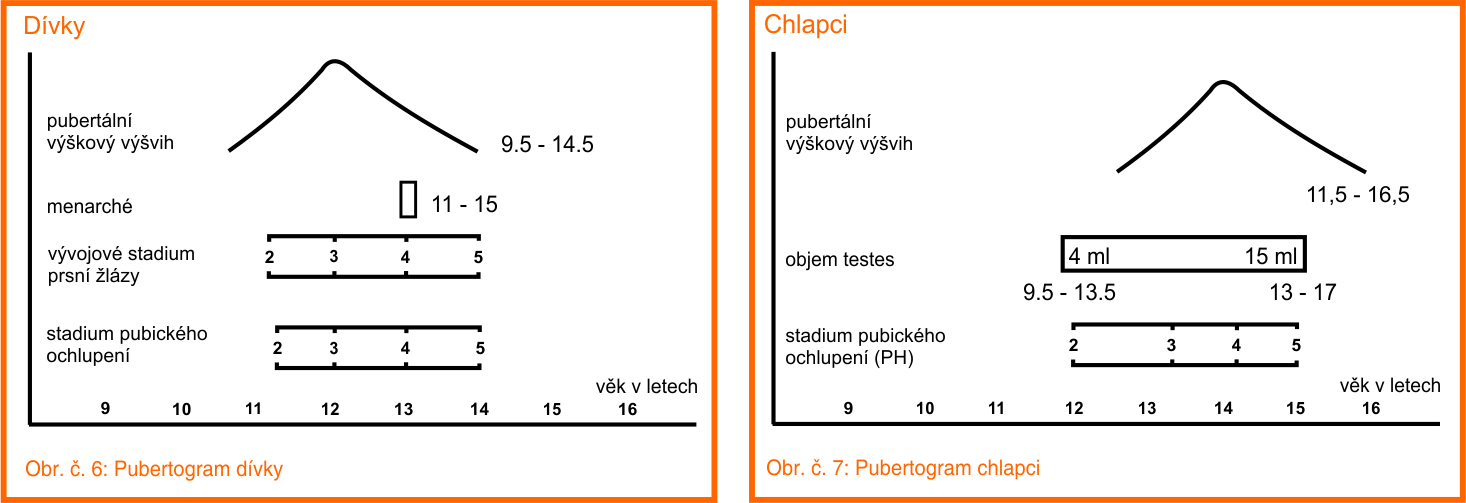
Pubertogram pro dívky a pro chlapce

Pro zcela exaktní stanovení biologického věku se využívá tzv. kostní věk, který je nejpřesnějším známým ukazatelem biologického věku jedince s neukončeným růstem. Stanovuje se z rentgenogramu levé ruky britskou metodou TW3 (Tanner, Whitehouse et al., 2001) či americkou metodou GP (Greulich–Pyleová, 1957). Uvedené metody mají rovněž značný význam při diagnostice a kontrole vesměs nákladných léčení závažných onemocnění spojených s růstovou poruchou.
Hodnota kostního věku současně umožňuje stanovit i zcela přesnou predikci finální výšky u zdravých (př. vrcholový sport, „psychologické indikace“, opožděná či urychlená puberta) i nemocných dětí (léčba růstovým hormonem či kontrola tempa medikované puberty apod.). Urychlení kostního věku oproti kalendářnímu o dva roky či opoždění o dva roky jsou hranice širší zdravé normy (viz výše – růstové vzorce).

## Nejčastější závažné růstové poruchy
Jen velmi malá část dětí malého vzrůstu jsou pacienti s hormonální poruchou, tedy onemocnění spojená s defekty tvorby růstového hormonu, hormonů štítné žlázy nebo hormonů pohlavních žláz. Závažná růstová selhání mohou dále způsobovat některá chronická onemocnění, u nichž je právě porucha růstu jejich prvním zjevným příznakem. Jedná se o některé z následujících onemocnění: zánětlivé onemocnění střev (např. Crohnova choroba), chronická nedostatečnost ledvin, porucha vstřebávání živin (nejčastěji celiakie = nesnášenlivost lepku), cystická fibróza, některé srdeční vady či revmatická onemocnění. Příčinou malého vzrůstu jsou velmi vzácně určité poruchy růstu a vývoje kostí (tzv. kostní dysplazie). Rozsah růstového postižení je u těchto (nejčastěji) dědičných chorob od lehkých až k velmi těžkým, dosud bez možností léčby vedoucí k dosažení normální tělesné výšky. Porucha růstu je někdy spojena s řadou velmi specifických znaků, jejichž podkladem je vrozená genetická vada (v počtu chromosomů či v jejich stavbě), jedná se např. o Turnerův syndrom a syndrom Prader – Willi). Přestože tato onemocnění nejsou spojena s nedostatečnou tvorbou růstového hormonu, tak vzhledem k jeho nižší účinnosti u nich, může zde ke zlepšení růstu vést léčba růstovým hormonem. Nedostatečný růst též nastává u některých předčasně narozených dětí a/nebo s nízkou porodností hmotností. Jedná se o tzv. růstovou poruchu navazující na prenatálně (= před narozením) nedostatečný růst. Jedná se o diagnózy dětí dnes označovaných SGA (Small for Gestational Age = malé vzhledem k délce těhotenství) či IUGR (Intrauterine growth restriction = s nitroděložním omezením růstu). Některé z těchto dětí lze dnes pro dosažení jejich příznivého růstu a vyšší výšky v dospělosti léčit růstovým hormonem.